# Manfred Månsson
Nils Hugo Manfred Månsson, i folkmun Jolly Bob, född 9 mars 1919 i Spjutstorps församling i dåvarande Kristianstads län, död 14 augusti 2007 i Tomelillabygdens församling i Skåne län, var en svensk grishandlare och skådespelare. Han är mest känd för sin medverkan i Hasse & Tages filmer Äppelkriget (1971), Ägget är löst!, En hårdkokt saga (1975), Picassos äventyr (1978) och Älvakungen dyker upp (1996)   Manfred Månsson har i sin hemby Tryde fått en gata uppkallad efter sig: "Jolly Bobs väg"
Manfred Nilsson var från 1941 gift med Nancy Viola Olsson (1919–2008).